# Wachtliella galatellaflorae
Wachtliella galatellaflorae är en tvåvingeart som beskrevs av Fedotova 2003. Wachtliella galatellaflorae ingår i släktet Wachtliella och familjen gallmyggor. Inga underarter finns listade i Catalogue of Life.